# NGC 7106
NGC 7106 је спирална галаксија у сазвежђу Индијанац која се налази на NGC листи објеката дубоког неба.
Деклинација објекта је - 52° 41' 57" а ректасцензија 21h 42m 36,5s. Привидна величина (магнитуда) објекта NGC 7106 износи 13,2 а фотографска магнитуда 13,9. Налази се на удаљености од 45,123 милиона парсека од Сунца. NGC 7106 је још познат и под ознакама ESO 188-17, AM 2139-525, PGC 67215.